# Angkarn Kalayanapong
Angkarn Kalayanapong (thaï : อังคาร กัลยาณพงศ์), né le 13 février 1926 et mort le 25 août 2012, est un écrivain et poète, un peintre  maîtrisant la tempera et le fusain et un sculpteur thaïlandais.
C'est un artiste épris de liberté, aussi bien en peinture qu'en poésie : il exécute ses œuvres avec une grande spontanéité, très peu influencé par les cultures étrangères, et, quand on commence à vouloir le contraindre par trop, il abandonne. Il a une imagination débordante et s'intéresse à l'univers, la terre, la société, la croyance bouddhique et la pureté de l'art.

## Biographie

### État civil
Angkarn Kalayanapong est né le 13 février 1926 dans le sud de la Thaïlande, dans le district de Ta Wang, province de Nakhon Si Thammarat. Il se marie avec Unruean et ils ont un fils et deux filles. Il meurt à l'âge de 86 ans des suites d'une pénible maladie cardiaque, le 25 août 2012, à l'hôpital Samitivej de Bangkok.

### Enfance
Son environnement familial amène Angkarn à s'intéresser très jeune à l'art : enfant, il dessine, sculpte et crée pour ses amis des représentations de théâtre d'ombres (Nang Talung) où il improvise des vers.
Il étudie à l'école Chantaram, à l'école Wat Yaï puis au lycée Benchamarachudit.

### Adulte
En 1941, à 15 ans, dès son arrivée à l'école des Beaux-Arts Poh Chang de Bangkok, Angkarn Kalayanapong écrit des poèmes et il peint.
De 1945 à 1947, il étudie à la faculté des Arts picturaux de l'université Silpakorn sous la direction de Corrado Feroci (Silpa Bhirasri). Il quitte l'université au milieu de sa 3e année, prétextant qu'il s'y ennuie terriblement mais, en fait, il est expulsé pour insubordination.
En 1962, poussé par Sulak Sivaraksa, il publie ses premiers poèmes et des croquis dans le bulletin Sangkomsart Parithat, puis, en 1964, il commence à éditer son travail sous forme de recueils.
En 1986, il reçoit pour Panithan Kawee (ปณิธานกวี ; The Poet's Pledge ; Serment du poète) le prix des écrivains de l'Asie du Sud-Est (SEA Write Award), le plus important prix de littérature thaïlandais.
En 1989, il est nommé Artiste national de Thaïlande pour l'ensemble de son œuvre littéraire et poétique.
En 2006, il soutient les chemises jaunes dans leurs manifestations contre le premier ministre Thaksin, en particulier parce qu'il est hostile à la présence militaire des Américains en Thaïlande : un de ses derniers poèmes, en 2011-2012, dénonce la décision du gouvernement de Yingluck Shinawatra d'autoriser les États-Unis à continuer d'utiliser la base aérienne d'Utapao.

## Œuvres principales
Angkarn Kalayanapong publie en 1969 ses deux plus célèbres œuvres :
- le Lam nam Phu Kradung[10] (ลำนำภูกระดึง ; Phu Kradueng song ; Chants de Phu Kradung), texte où il manifeste son amour pour la nature ;
- et le Nirat Nakhon Si Thammarat (Nakhon Si Thammarat Travelogue).

On peut aussi citer son poème L'Hirondelle où il montre la valeur de l'amour au fil des années, Sri Satchanalaï où il fait l'éloge du patrimoine artistique de son pays, etc.

## Œuvres traduites en français
- sa nouvelle La vieille , traduction de Gilles Delouche, Jentayu n°3, 2016  (ISBN 978-2-9549892-5-9) ; le titre original est  ญ่า (Yā) ; ce titre est en lui-même un jeu de mots poétique mêlant, dans son orthographe comme dans sa prononciation, deux sens, « herbe (หญ้า) » et « grand-mère (ย่า) »[11];
- son poème Serment du Poète (ปณิธานกวี ; Panithan Kawee), traduction de Nopporn Prachakul et Michel Guyot[12] ;
- son poème เสียเจ้า (Sia Chao ; perte d'une fille bien aimée), poème où la force des mots exprime la douleur après la perte d'un être cher, traduit sous le titre À la bien-aimée perdue par Maurice Coyaud[13] et aussi traduit sous le titre Je t'ai perdue... par Nopporn Prachakul et Christian Pellaumail[14] ;
- son poème Bang Rachan (บางระจัน ; Bang Rajan), traduction de Maurice Coyaud dans Poésie thaï[15] ; Bang Rajan est le nom d'un village célèbre en Thaïlande pour avoir résisté de façon héroïque à l'invasion birmane de 1765-1767, une histoire dont Tanit Jitnukul s'est inspiré pour réaliser son film Bang Rajan.